# The Box Tops
The Box Tops war eine Rockband der zweiten Hälfte der 1960er Jahre aus Memphis. Bekannt wurde die Formation unter anderem durch die Hits The Letter, Cry Like a Baby und Soul Deep. The Letter war 1967 ein Nummer-eins-Hit in den amerikanischen Charts.

## Werdegang

Plattenlabel der Single The Letter

Die Geschichte der Box Tops begann 1963 in Memphis, damals nannte sich die Gruppe The Devilles. Zu dieser Zeit wechselten die Mitglieder und der Name mehrfach. Um eine Verwechslung mit einer anderen Band zu vermeiden, wurde 1967 der endgültige Name The Box Tops gewählt.
Der Song The Letter, geschrieben von Wayne Carson Thompson, war ein internationaler Erfolg und wurde für zwei Grammys nominiert. Er entstand – wie sämtliche Titel der Gruppe – in den American Recording Studios von Chips Moman in Memphis und gehört zur Kategorie des Blue-Eyed Soul.
Leadsänger der Box Tops war Alex Chilton, der 2010 im Alter von 59 Jahren vermutlich an einem Herzinfarkt starb.

## Diskografie

### Studioalben
| Jahr | Titel                     | Höchstplatzierung, Gesamtwochen, AuszeichnungChartsChartplatzierungen (Jahr, Titel, Platzierungen, Wochen, Auszeichnungen, Anmerkungen) | Anmerkungen                                                               |
| Jahr | Titel                     | US | Anmerkungen                                                               |
| ---- | ------------------------- | --- | ------------------------------------------------------------------------- |
| 1967 | The Letter / Neon Rainbow | US87 (15 Wo.)US | Erstveröffentlichung: November 1967 Produzent: Dan Penn                   |
| 1968 | Cry Like a Baby           | US59 (19 Wo.)US | Erstveröffentlichung: April 1968 Produzent: Dan Penn                      |
| 1969 | Dimensions                | US77 (11 Wo.)US | Erstveröffentlichung: August 1969 Produzenten: Chips Moman, Tommy Cogbill |

Weitere Studioalben
- 1968: Non Stop
- 1998: Tear Off!

### Kompilationen
| Jahr | Titel                   | Höchstplatzierung, Gesamtwochen, AuszeichnungChartsChartplatzierungen (Jahr, Titel, Platzierungen, Wochen, Auszeichnungen, Anmerkungen) | Anmerkungen                         |
| Jahr | Titel                   | US | Anmerkungen                         |
| ---- | ----------------------- | --- | ----------------------------------- |
| 1968 | The Box Tops Super Hits | US45 (26 Wo.)US | Erstveröffentlichung: November 1968 |

Weitere Kompilationen
- 1976: The Best of the Box Tops
- 1982: Greatest Hits
- 1987: The Ultimate Box Tops
- 1988: The Best of the Box Tops (feat. Alex Chilton)
- 1989: The Box Tops
- 1995: The Best of the Box Tops
- 1996: The Best of the Box Tops: Soul Deep
- 2003: The Letter
- 2013: Playlist: The Very Best of the Box Tops

### Singles
| Jahr | Titel Album                                  | Höchstplatzierung, Gesamtwochen, AuszeichnungChartplatzierungen (Jahr, Titel, Album, Platzierungen, Wochen, Auszeichnungen, Anmerkungen) | Höchstplatzierung, Gesamtwochen, AuszeichnungChartplatzierungen (Jahr, Titel, Album, Platzierungen, Wochen, Auszeichnungen, Anmerkungen) | Höchstplatzierung, Gesamtwochen, AuszeichnungChartplatzierungen (Jahr, Titel, Album, Platzierungen, Wochen, Auszeichnungen, Anmerkungen) | Höchstplatzierung, Gesamtwochen, AuszeichnungChartplatzierungen (Jahr, Titel, Album, Platzierungen, Wochen, Auszeichnungen, Anmerkungen) | Höchstplatzierung, Gesamtwochen, AuszeichnungChartplatzierungen (Jahr, Titel, Album, Platzierungen, Wochen, Auszeichnungen, Anmerkungen) | Höchstplatzierung, Gesamtwochen, AuszeichnungChartplatzierungen (Jahr, Titel, Album, Platzierungen, Wochen, Auszeichnungen, Anmerkungen) | Anmerkungen |
| Jahr | Titel Album                                  | DE | AT | CH | UK | US | R&B | Anmerkungen |
| ---- | -------------------------------------------- | --- | --- | --- | --- | --- | --- | --- |
| 1967 | The Letter The Letter / Neon Rainbow         | DE5 (12 Wo.)DE | AT9 (12 Wo.)AT | — | UK5 Silber · (12 Wo.)UK | US1 Gold · (16 Wo.)US | R&B30 (11 Wo.)R&B | Erstveröffentlichung: Juli 1967 Rock and Roll Hall of Fame Platz 372 der Rolling Stone 500 (Liste 2011) Autor: Wayne Carson Thompson |
| 1967 | Neon Rainbow The Letter / Neon Rainbow       | — | — | — | — | US24 (9 Wo.)US | — | Erstveröffentlichung: Oktober 1967 Autor: Wayne Carson Thompson                                                                      |
| 1968 | Cry Like a Baby                              | DE14 (8 Wo.)DE | — | — | UK15 (12 Wo.)UK | US2 Gold · (15 Wo.)US | — | Erstveröffentlichung: Februar 1968 Autoren: Dan Penn, Spooner Oldham                                                                 |
| 1968 | Choo Choo Train Non Stop                     | — | — | CH6 (8 Wo.)CH | — | US26 (8 Wo.)US | — | Erstveröffentlichung: Mai 1968 Autoren: Donnie Fritts, Eddie Hinton                                                                  |
| 1968 | I Met Her in Church Non Stop                 | — | — | CH6 (8 Wo.)CH | — | US37 (6 Wo.)US | — | Erstveröffentlichung: August 1968 Autoren: Dan Penn, Spooner Oldham                                                                  |
| 1968 | Sweet Cream Ladies, Forward March Dimensions | — | — | — | — | US28 (15 Wo.)US | — | Erstveröffentlichung: Dezember 1968 Autoren: Bobby Weinstein, Jon Stroll                                                             |
| 1969 | I Shall Be Released Dimensions               | — | — | — | — | US67 (5 Wo.)US | — | Erstveröffentlichung: April 1969 Autor: Bob Dylan Original: The Band, 1968                                                           |
| 1969 | Soul Deep Dimensions                         | — | — | — | UK22 (9 Wo.)UK | US18 (14 Wo.)US | — | Erstveröffentlichung: Juni 1969 Autor: Wayne Carson Thompson                                                                         |
| 1969 | Turn On a Dream The Box Tops Super Hits      | — | — | — | — | US58 (7 Wo.)US | — | Erstveröffentlichung: September 1969 Autor: Mark James                                                                               |
| 1970 | You Keep Tightening Up on Me –               | — | — | — | — | US92 (2 Wo.)US | — | Erstveröffentlichung: März 1970 Autor: Wayne Thompson                                                                                |

grau schraffiert: keine Chartdaten aus diesem Jahr verfügbar
Weitere Singles
- 1969: Sandman
- 1969: Sweet Cream Ladies
- 1970: Let Me Go
- 1971: King’s Highway
- 1972: Sugar Creek Woman
- 1973: Angel
- 1974: Willobee and Dale